# 320 (tal)
320 (trehundratjugo) är det naturliga talet som följer 319 och som följs av 321.

## Inom vetenskapen
- 320 Katharina, en asteroid

## Inom matematiken
- 320 är ett jämnt tal
- 320 är ett Leylandtal